# Izvor Sveti Nikola
Sveti Nikola je planinski izvor koji se nalazi iznad Vlasinskog jezera na istočnoj padini planine Čemernik. To je najpoznatiji izvor na Vlasini. Njegova nadmorska visina je 1416 m i nalazi se u mahali Mandžini. Prosečna temperatura vode je oko 5-6 stepeni Celzijusovih.
Prema usmenom svedočenju naziv „Sveti Nikola“ potiče od imena crkve koja je tu nekada postojala. Ni najstariji stanovnici osim imena ništa ne znaju o postojanju ove crkve na tom mestu, pa se pretpostavlja da je postojala pre više stotina godina. Ne postoji nigde pisani zapis o njenom postojanju ali veruje se da je bila u pitanju mala crkva drvene konstrukcije, sudeći po konfiguraciji temeljnog zemljišta. Danas sve češće ovaj izvor obilaze turisti.
Na Vlasini gotovo i da ne postoji pisana istorija, gubitku istorijskog pamćenja doprinele su i Bugarske snage u drugom svetskom ratu koje su spalile kompletnu crkvenu arhivu iz crkve „Sveti Ilija“ koja i danas postoji na Vlasini.
Координате: 42°43′37′ СГШ 22°19′05′ ИГД 